# 元山ゼネスト
元山ゼネスト(げんさんゼネスト、원산 총파업、元山總罷業)は、 日本統治時代の朝鮮で1929年1月13日から4月6日までの元山市で行われたゼネラルストライキ。元山大争議（げんさんだいそうぎ）とも呼称される。

## 背景
この事件の原因に、1928年9月にイギリスが経営する咸鏡南道元山市近郊の文坪のライジング・サン石油会社文坪油槽所で日本人監督が朝鮮人労働者を暴行し、搾取などの不当な扱いをした事件があった。これにより労働者が監督の追放と賃金引き上げを要求してストライキに入り、運送労働者も同情ストに突入した。9月28日に会社が労働者の要求を受け入れ、3か月後に現状を改善すると約束したためストライキは一段落した。

## 展開
しかし会社側は12月になってこの約束を裏切り、また一切の労働組合を認めなかったため、1929年1月13日、元山労働組合連合会（元山労連）は、最低賃金、8時間労働、監督罷免、団体契約権の確立などを要求しストライキに入った。以前よりライジング・サン石油会社との交渉にあたっていた元山労連は、1月14日にストおよび傘下組合による支援を指示した。はじめに元山に近い文坪油槽所の労働者300人がストライキに入り、資本側はストに与する労働者の解雇と中国人労働者の導入によるスト破りで応じた。資本家側の調停依頼を受けた元山商工会議所は元山労連に対して対決姿勢を示し、1月21日から元山労連所属の労働者を雇用しないことで元山労働組合連合会を破壊しようとすると、元山労働連合会は1月22日にゼネストを宣言した。当日は元山斗量労働組合、海陸労働組合が、1月23日には結卜労働組合と運搬労働組合がストライキに突入。1月24日には元山仲仕組合と元山製麺労働組合、1月27日には洋服職工組合、1月28日には牛車夫組合と印刷職工組合がストライキ、2月1日には洋靴職工組合がストライキに入った。これにより元山労働組合連合会傘下24労組の労働者2200人がストライキに入った。これにより、元山の交通・港湾は完全に停止した。前述の商工会議所による切り崩し工作に、元山労連は内外に対して支援を呼びかけ抗戦した。これに呼応して京城、平壌、釜山、新浦、神戸などで連帯ストが行われた。

## 鎮圧
日本の警察は元山労働連合会の幹部を拘束し、在郷軍人会と青年団、消防隊員を動員して鎮圧を試みた。また、咸興の歩兵部隊から300人程度の兵士を選出し市街を行進させ、恐怖心を醸成させた。この争議は元山市民、労働者、農民をはじめ学生、知識人や一部の朝鮮人ブルジョワジーにも支援され、1万人以上を動員する地域ぐるみの闘争となり、朝鮮や日本の各地の労働組合などが支援金や檄文を寄せた。ソ連、中国、フランスなどの団体もこれを支持した。しかし争議は長期戦となりスト資金は3万円にも及び、闘争資金の枯渇と生活にひっ迫により4月6日に元山労連は無条件復業を宣言しゼネストは終了した。元山労連はこの後解体された。このゼネストは植民地時代の朝鮮における最大の争議であり、また1920年代末の労働運動の高まりを示す出来事であった。この闘争はこののち数年間の朝鮮の労働者の闘争の発展にとって重大な役割を果たすものであったとされる。